# Тюріков Олег Олександрович
Оле́г Олекса́ндрович Тю́ріков (6 березня 1991 — 16 серпня 2014) — молодший сержант Збройних сил України, учасник російсько-української війни.

## Життєвий шлях
Народився 1991 року в місті Берегове (Закарпатська область). Навчався в берегівських загальноосвітніх школах № 2 та № 10, 2008 року закінчив Мукачівський ліцей-інтернат з посиленою військово-фізичною підготовкою. Проходив строкову військову службу в 2009—2010 роках. Служив за контрактом від серпня 2013-го, командир відділення взводу радіаційної, хімічної, біологічної розвідки роти радіаційного, хімічного, біологічного захисту 80-ї окремої аеромобільної бригади.
З квітня 2014 року перебував у зоні бойових дій.
Загинув під час обстрілу села Красне Краснодонського району Луганської області, який вчинили терористи з РСЗВ «Град». Тоді ж загинули Ігор Добровольський, Тарас Кулєба, Артур Лі, Денис Мирчук, Владислав Муравйов, Іван Пасевич, Назар Пеприк, Олександр Філь, Денис Часовий.
Без Олега лишились батьки, дві сестри.
Похований у місті Берегове 20 серпня 2014 року.

## Нагороди та вшанування
За особисту мужність і героїзм, виявлені у захисті державного суверенітету та територіальної цілісності України, вірність військовій присязі під час російсько-української війни, відзначений — нагороджений
- орденом «За мужність» III ступеня (15.3.2015, посмертно)
- нагрудним знаком «За оборону Луганського аеропорту» (посмертно)
- Його портрет розміщений на меморіалі «Стіна пам'яті полеглих за Україну» в Києві: секція 2, ряд 9, місце 30.
- Вшановується 16 серпня на щоденному ранковому церемоніалі вшанування українських захисників, які загинули цього дня в різні роки внаслідок російської збройної агресії[1]
- 29 травня 2015 року на фасаді будівлі берегівської загальноосвітньої школи № 10 (вулиця Еккел Д'єрдя, 3) йому відкрито меморіальну дошку.